# Paul Belloni Du Chaillu
Paul Belloni Du Chaillu (asi 1831 – 29. dubna 1903 Petrohrad) byl americký přírodovědec a cestovatel francouzského původu.
O jeho mládí neexistují hodnověrné informace, pravděpodobně byl jeho otcem francouzský obchodník Claude-Alexis Eugène Duchaillut a matkou mulatka z ostrova Réunion. V dětství pobýval v Africe a navštěvoval misijní školu. Zajímal se o přírodní vědy a stal se žákem ornitologa a botanika Julese Verreauxe. Od roku 1852 žil v USA.
V roce 1855 ho Drexelova univerzita vyslala na expedici do západní Afriky. Du Chaillu prozkoumal oblast kolem řeky Ogooué a stal se pravděpodobně prvním moderním Evropanem, který viděl na vlastní oči gorilu. Popsal také jako první vydříka hbitého a přivezl sbírky přírodnin obsahující druhy jako komba krátkouchá a kaloň kladivohlavý. Na další výpravě v letech 1863 až 1865 se v africkém vnitrozemí setkal s Pygmeji. Své cesty popsal v knize Explorations and Adventures in Equatorial Africa, with Accounts of the Manners and Customs of the People, and of the Chace of the Gorilla, Crocodile, and other Animals, pořádal také přenášky a byl autorem dobrodružných knih pro mládež; měl úspěch díky přístupnému stylu, přesnost jeho informací však zpochybnily tehdejší vědecké autority, např. John Edward Gray.
V roce 1871 podnikl cestu do Skandinávie a vydal knihu o historii Vikingů. Od roku 1901 žil v Rusku, kde zemřel na mrtvici. Je pohřben na Woodlawn Cemetery v New Yorku.
Vousák žlutoskvrnný má na jeho počest vědecké jméno Buccanodon duchaillui. Jmenuje se po něm také pohoří Massif du Chaillu v Gabonu a Konžské republice.